# Ed Bott
Ed Bott es un escritor y periodista estadounidense, conocido por sus obras y artículos sobre productos que forman parte de la compañía Microsoft como el sistema operativo Windows y la suite ofimática Office. Además, ha participado durante 20 años escribiendo en revistas de tecnología como PC World.